# Fédération sportive réunionnaise
La Fédération sportive réunionnaise était une fédération sportive de l'île de La Réunion, laquelle était alors une colonie française dans le sud-ouest de l'océan Indien. Fondée le 9 mars 1930, elle eut en charge le développement du sport à La Réunion jusqu'en 1941, lorsque entra en vigueur la charte des Sports édictée par le régime de Vichy. Dotée d'un organe officiel au cours de ses premières années de fonctionnement, le journal Sporting, elle fut présidée par Jean Chatel, le maire de Saint-Denis, entre 1933 et 1937, année qui vit son remplacement par Léopold Rambaud, bientôt suivi par Louis Salaun de K/Marcal en 1941.